# Élections cantonales de 2011 dans la Seine-Saint-Denis
Les élections cantonales ont eu lieu les 20 et 27 mars 2011.

## Contexte départemental

### Assemblée départementale sortante
Avant les élections, le conseil général de la Seine-Saint-Denis est présidé par Claude Bartolone (PS). Il comprend 40 conseillers généraux issus des 40 cantons de la Seine-Saint-Denis. 20 d'entre eux sont renouvelables lors de ces élections. 
| Parti                                                 | Sigle | Élus |
| ----------------------------------------------------- | ----- | ---- |
| Majorité (30 sièges)                                  |       |      |
| Parti socialiste                                      | PS    | 16   |
| Parti communiste français                             | PCF   | 11   |
| Fédération pour une alternative sociale et écologique | FASE  | 1    |
| Mouvement de la Gauche citoyenne                      | MGC   | 1    |
| Europe Écologie Les Verts                             | EELV  | 1    |
| Opposition (10 sièges)                                |       |      |
| Union pour un mouvement populaire                     | UMP   | 9    |
| Nouveau Centre                                        | NC    | 1    |
| Président du conseil général                          |       |      |
| Claude Bartolone (PS)                                 |       |      |

## Résultats à l'échelle du département

### Résultats en nombre de sièges
| Parti | Sièges mis en jeu | Élus | Évolution |
| ----- | ----------------- | ---- | --------- |
| PS    | 10                | 8    | -2        |
| UMP   | 5                 | 5    | =         |
| DVD   | 1                 | 2    | +1        |
| EÉLV  | 0*                | 1    | +1        |
| DVG   | 1                 | 1    | =         |
| FdG   | 2*                | 2    | 0         |

- Stéphane Gatignon a démissionné de son mandat un an avant son terme, ne provoquant ainsi pas d'élection partielle. Il a siégé avec les élus communistes, mais après avoir adhéré à EELV. Son successeur est le premier élu EELV au Conseil général.

### Assemblée départementale à l'issue des élections
| Parti                             | Sigle | Élus |
| --------------------------------- | ----- | ---- |
| Majorité (29 sièges)              |       |      |
| Parti socialiste                  | PS    | 14   |
| Parti communiste français         | PCF   | 13   |
| Divers gauche                     | DVG   | 1    |
| Europe Écologie Les Verts         | EELV  | 1    |
| Opposition (11 sièges)            |       |      |
| Union pour un mouvement populaire | UMP   | 9    |
| Nouveau Centre                    | NC    | 1    |
| Divers droite                     | DVD   | 1    |
| Président du conseil général      |       |      |
| Claude Bartolone (PS)             |       |      |

## Résultats par canton

### Canton d'Aubervilliers-Est
- Conseiller général sortant : Évelyne Yonnet (PS)

| Candidats      | Candidats         | Étiquette      | Premier tour | Premier tour | Second tour | Second tour |
| Candidats      | Candidats         | Étiquette      | Voix         | %            | Voix        | %           |
| -------------- | ----------------- | -------------- | ------------ | ------------ | ----------- | ----------- |
|                | Pascal Beaudet    | FG (PCF)       | 1 269        | 30,85        | 2 255       | 50,78       |
|                | Évelyne Yonnet*   | PS             | 1 179        | 28,67        | 2 186       | 49,22       |
|                | Cyril Bozonnet    | FN             | 886          | 21,54        |             |             |
|                | Nadia Lenoury     | UMP            | 273          | 6,64         |             |             |
|                | Henri Fauvel      | SE             | 175          | 4,25         |             |             |
|                | Claire Vigeant    | MoDem          | 115          | 2,80         |             |             |
|                | Malika Ahmed      | DVG            | 106          | 2,58         |             |             |
|                | Bachir Hadj-Larbi | DVG            | 44           | 1,07         |             |             |
|                | Nathalie Labbé    | Com.           | 37           | 0,90         |             |             |
|                | Isabelle Boudid   | POI            | 29           | 0,71         |             |             |
|                |                   |                |              |              |             |             |
| Inscrits       | Inscrits          | Inscrits       | 15 162       | 100,00       | 15 162      | 100,00      |
| Abstentions    | Abstentions       | Abstentions    | 10 960       | 72,29        | 10 290      | 67,87       |
| Votants        | Votants           | Votants        | 4 202        | 27,71        | 4 872       | 32,13       |
| Blancs et nuls | Blancs et nuls    | Blancs et nuls | 89           | 2,12         | 431         | 8,85        |
| Exprimés       | Exprimés          | Exprimés       | 4 113        | 97,88        | 4 441       | 91,15       |

*sortant

### Canton d'Aulnay-sous-Bois-Nord
- Conseiller général sortant : Gérard Ségura (PS)

| Candidats      | Candidats         | Étiquette      | Premier tour | Premier tour | Second tour | Second tour |
| Candidats      | Candidats         | Étiquette      | Voix         | %            | Voix        | %           |
| -------------- | ----------------- | -------------- | ------------ | ------------ | ----------- | ----------- |
|                | Gérard Ségura*    | PS             | 3 364        | 42,46        | 5 425       | 61,00       |
|                | Frank Cannarozzo  | UMP            | 1 791        | 22,61        | 3 468       | 39,00       |
|                | Didier Caron      | FN             | 1 253        | 15,82        |             |             |
|                | François Siebecke | EÉLV           | 598          | 7,55         |             |             |
|                | Miguel Hernandez  | FG (PCF)       | 432          | 5,45         |             |             |
|                | Daouda Sanogo     | SE             | 232          | 2,93         |             |             |
|                | Sébastien Ville   | NPA            | 130          | 1,64         |             |             |
|                | Jacques Leblond   | POI            | 122          | 1,54         |             |             |
|                |                   |                |              |              |             |             |
| Inscrits       | Inscrits          | Inscrits       | 26 519       | 100,00       | 26 520      | 100,00      |
| Abstentions    | Abstentions       | Abstentions    | 18 416       | 69,44        | 17 176      | 64,77       |
| Votants        | Votants           | Votants        | 8 103        | 30,56        | 9 344       | 35,23       |
| Blancs et nuls | Blancs et nuls    | Blancs et nuls | 181          | 2,23         | 451         | 4,83        |
| Exprimés       | Exprimés          | Exprimés       | 7 922        | 97,77        | 8 893       | 95,17       |

*sortant

### Canton de Drancy
- Conseiller général sortant : Stéphane Salini (UMP)

| Candidats      | Candidats            | Étiquette      | Premier tour | Premier tour | Second tour | Second tour |
| Candidats      | Candidats            | Étiquette      | Voix         | %            | Voix        | %           |
| -------------- | -------------------- | -------------- | ------------ | ------------ | ----------- | ----------- |
|                | Stéphane Salini*     | UMP            | 3 508        | 51,53        | 5 312       | 77,75       |
|                | Gilles Clavel        | FN             | 1 074        | 15,78        | 1 520       | 22,25       |
|                | Eliane Assassi       | FG (PCF)       | 914          | 13,43        |             |             |
|                | Franck Contat        | EÉLV           | 565          | 8,30         |             |             |
|                | Ugo Portier-Tomassin | DVG            | 489          | 7,18         |             |             |
|                | Michel Mathieu       | SE             | 151          | 2,22         |             |             |
|                | Sébastien Foy        | DVD            | 59           | 0,87         |             |             |
|                | Daniel Ackermann     | DVG            | 48           | 0,71         |             |             |
|                |                      |                |              |              |             |             |
| Inscrits       | Inscrits             | Inscrits       | 19 592       | 100,00       | 19 593      | 100,00      |
| Abstentions    | Abstentions          | Abstentions    | 12 639       | 64,51        | 12 187      | 62,20       |
| Votants        | Votants              | Votants        | 6 953        | 35,49        | 7 406       | 37,80       |
| Blancs et nuls | Blancs et nuls       | Blancs et nuls | 145          | 2,09         | 574         | 7,75        |
| Exprimés       | Exprimés             | Exprimés       | 6 808        | 97,91        | 6 832       | 92,25       |

*sortant

### Canton d'Épinay-sur-Seine
- Conseiller général sortant : Serge Méry (PS)

| Candidats      | Candidats              | Étiquette      | Premier tour | Premier tour | Second tour | Second tour |
| Candidats      | Candidats              | Étiquette      | Voix         | %            | Voix        | %           |
| -------------- | ---------------------- | -------------- | ------------ | ------------ | ----------- | ----------- |
|                | Hervé Chevreau         | NC             | 3 330        | 45,87        | 4 693       | 62,72       |
|                | Serge Méry*            | PS             | 1 514        | 20,86        | 2 789       | 37,28       |
|                | Suzanne Bigard-Marchal | FN             | 865          | 11,92        |             |             |
|                | Youssef El Ouachouni   | SE             | 789          | 10,87        |             |             |
|                | Alexis Haouaedeg       | FG (PCF)       | 503          | 6,93         |             |             |
|                | Eric Orpelière         | ECO            | 143          | 1,97         |             |             |
|                | Gilles Parcabe         | POI            | 65           | 0,90         |             |             |
|                | Christophe Godard      | SE             | 50           | 0,69         |             |             |
|                |                        |                |              |              |             |             |
| Inscrits       | Inscrits               | Inscrits       | 23 602       | 100,00       | 23 602      | 100,00      |
| Abstentions    | Abstentions            | Abstentions    | 16 225       | 68,74        | 15 807      | 66,97       |
| Votants        | Votants                | Votants        | 7 377        | 31,26        | 7 795       | 33,03       |
| Blancs et nuls | Blancs et nuls         | Blancs et nuls | 118          | 1,60         | 313         | 4,02        |
| Exprimés       | Exprimés               | Exprimés       | 7 259        | 98,40        | 7 482       | 95,98       |

*sortant

### Canton de Gagny
- Conseiller général sortant : Michel Teulet (UMP)

| Candidats      | Candidats              | Étiquette      | Premier tour | Premier tour | Second tour | Second tour |
| Candidats      | Candidats              | Étiquette      | Voix         | %            | Voix        | %           |
| -------------- | ---------------------- | -------------- | ------------ | ------------ | ----------- | ----------- |
|                | Michel Teulet*         | UMP            | 2 894        | 37,48        | 4 273       | 53,99       |
|                | Ginette Contrastin     | EELV-PS        | 1 832        | 23,72        | 3 642       | 46,01       |
|                | Serge Wargniez         | FN             | 1 684        | 21,81        |             |             |
|                | Patricia Concentrait   | FG (PCF)       | 698          | 9,04         |             |             |
|                | Jean-François Thévenot | PRG            | 614          | 7,95         |             |             |
|                |                        |                |              |              |             |             |
| Inscrits       | Inscrits               | Inscrits       | 21 902       | 100,00       | 21 903      | 100,00      |
| Abstentions    | Abstentions            | Abstentions    | 14 041       | 64,11        | 13 560      | 61,91       |
| Votants        | Votants                | Votants        | 7 861        | 35,89        | 8 343       | 38,09       |
| Blancs et nuls | Blancs et nuls         | Blancs et nuls | 139          | 1,77         | 428         | 5,13        |
| Exprimés       | Exprimés               | Exprimés       | 7 722        | 98,23        | 7 915       | 94,87       |

*sortant

### Canton de La Courneuve
- Conseiller général sortant : Stéphane Troussel (PS)

| Candidats      | Candidats          | Étiquette      | Premier tour | Premier tour | Second tour | Second tour |
| Candidats      | Candidats          | Étiquette      | Voix         | %            | Voix        | %           |
| -------------- | ------------------ | -------------- | ------------ | ------------ | ----------- | ----------- |
|                | Stéphane Troussel* | PS             | 2 382        | 47,15        | 3 448       | 100,00      |
|                | Gilles Poux        | FG (PCF)       | 1 660        | 32,86        | Retrait     | Retrait     |
|                | Claude Feron       | FN             | 621          | 12,29        |             |             |
|                | Kamel Hamza        | UMP            | 286          | 5,66         |             |             |
|                | Virginie Charoy    | DVG            | 103          | 2,04         |             |             |
|                |                    |                |              |              |             |             |
| Inscrits       | Inscrits           | Inscrits       | 14 054       | 100,00       | 14 056      | 100,00      |
| Abstentions    | Abstentions        | Abstentions    | 8 906        | 63,37        | 10 031      | 71,36       |
| Votants        | Votants            | Votants        | 5 148        | 36,63        | 4 025       | 28,64       |
| Blancs et nuls | Blancs et nuls     | Blancs et nuls | 96           | 1,86         | 577         | 14,34       |
| Exprimés       | Exprimés           | Exprimés       | 5 052        | 98,14        | 3 448       | 85,66       |

*sortant

### Canton des Lilas
- Conseiller général sortant : Daniel Guiraud (PS)

| Candidats      | Candidats          | Étiquette      | Premier tour | Premier tour | Second tour | Second tour |
| Candidats      | Candidats          | Étiquette      | Voix         | %            | Voix        | %           |
| -------------- | ------------------ | -------------- | ------------ | ------------ | ----------- | ----------- |
|                | Daniel Guiraud*    | PS             | 4 305        | 60,56        | 5 565       | 76,16       |
|                | Loïc Ackinocho     | UMP            | 1 451        | 20,41        | 1 742       | 23,84       |
|                | Malika Djerboua    | FG (PCF)       | 1 075        | 15,12        |             |             |
|                | Benjamin Goueslard | POI            | 278          | 3,91         |             |             |
|                |                    |                |              |              |             |             |
| Inscrits       | Inscrits           | Inscrits       | 21 915       | 100,00       | 21 916      | 100,00      |
| Abstentions    | Abstentions        | Abstentions    | 14 431       | 65,85        | 14 155      | 64,59       |
| Votants        | Votants            | Votants        | 7 484        | 34,15        | 7 761       | 35,41       |
| Blancs et nuls | Blancs et nuls     | Blancs et nuls | 375          | 5,01         | 454         | 5,85        |
| Exprimés       | Exprimés           | Exprimés       | 7 109        | 94,99        | 7 307       | 94,15       |

*sortant

### Canton de Montfermeil
- Conseiller général sortant : Raymond Coënne (UMP)

| Candidats      | Candidats               | Étiquette      | Premier tour | Premier tour | Second tour | Second tour |
| Candidats      | Candidats               | Étiquette      | Voix         | %            | Voix        | %           |
| -------------- | ----------------------- | -------------- | ------------ | ------------ | ----------- | ----------- |
|                | Raymond Coënne*         | UMP            | 2 276        | 36,14        | 3 665       | 53,20       |
|                | Rodrigo Arenas-Munoz    | EÉLV-PS        | 1 814        | 28,81        | 3 136       | 46,80       |
|                | Stéphane Oriot          | FN             | 1 396        | 22,17        |             |             |
|                | Angélique Ledieu-Planet | FG (PCF)       | 671          | 10,66        |             |             |
|                | Arnold Voillemin        | SP             | 140          | 2,22         |             |             |
|                |                         |                |              |              |             |             |
| Inscrits       | Inscrits                | Inscrits       | 20 236       | 100,00       | 20 236      | 100,00      |
| Abstentions    | Abstentions             | Abstentions    | 13 825       | 68,32        | 13 180      | 65,13       |
| Votants        | Votants                 | Votants        | 6 411        | 31,68        | 7 056       | 34,87       |
| Blancs et nuls | Blancs et nuls          | Blancs et nuls | 114          | 1,78         | 355         | 5,03        |
| Exprimés       | Exprimés                | Exprimés       | 6 297        | 98,22        | 6 701       | 94,97       |

*sortant

### Canton de Montreuil-Ouest
- Conseiller général sortant : Manuel Martinez (Apparenté PS)

| Candidats      | Candidats           | Étiquette      | Premier tour | Premier tour | Second tour | Second tour |
| Candidats      | Candidats           | Étiquette      | Voix         | %            | Voix        | %           |
| -------------- | ------------------- | -------------- | ------------ | ------------ | ----------- | ----------- |
|                | Catherine Pilon     | EÉLV           | 1 279        | 21,66        | 2 510       | 48,12       |
|                | Belaïd Bedreddine   | PCF            | 1 170        | 19,81        | 2 706       | 51,88       |
|                | Manuel Martinez*    | App. PS        | 1 151        | 19,49        |             |             |
|                | Florian Dufait      | FN             | 663          | 11,23        |             |             |
|                | Dominique Attia     | FASE           | 610          | 10,33        |             |             |
|                | Muriel Bessis       | NC-UMP         | 566          | 9,58         |             |             |
|                | Christophe Alliaume | NPA            | 211          | 3,57         |             |             |
|                | Rachid Agoudil      | SE             | 201          | 3,40         |             |             |
|                | Marie-Claude Eraso  | POI            | 55           | 0,93         |             |             |
|                |                     |                |              |              |             |             |
| Inscrits       | Inscrits            | Inscrits       | 17 296       | 100,00       | 17 296      | 100,00      |
| Abstentions    | Abstentions         | Abstentions    | 11 281       | 65,22        | 11 521      | 66,61       |
| Votants        | Votants             | Votants        | 6 015        | 34,78        | 5 775       | 33,39       |
| Blancs et nuls | Blancs et nuls      | Blancs et nuls | 109          | 1,81         | 559         | 9,68        |
| Exprimés       | Exprimés            | Exprimés       | 5 906        | 98,19        | 5 126       | 90,32       |

*sortant

### Canton de Noisy-le-Grand
- Conseiller général sortant : Emmanuel Constant (PS)

| Candidats      | Candidats              | Étiquette      | Premier tour | Premier tour | Second tour | Second tour |
| Candidats      | Candidats              | Étiquette      | Voix         | %            | Voix        | %           |
| -------------- | ---------------------- | -------------- | ------------ | ------------ | ----------- | ----------- |
|                | Emmanuel Constant*     | PS             | 5 321        | 44,52        | 9 485       | 69,69       |
|                | Pierre-Claude Pailhoux | FN             | 2 508        | 20,98        | 4 125       | 30,31       |
|                | Eric Allemon           | UMP            | 2 440        | 20,41        |             |             |
|                | Sylvie Monnin          | FG (PCF)       | 1 357        | 11,35        |             |             |
|                | Rignard Vignal         | POI            | 327          | 2,74         |             |             |
|                |                        |                |              |              |             |             |
| Inscrits       | Inscrits               | Inscrits       | 38 605       | 100,00       | 38 605      | 100,00      |
| Abstentions    | Abstentions            | Abstentions    | 26 338       | 68,22        | 23 969      | 62,09       |
| Votants        | Votants                | Votants        | 12 267       | 31,78        | 14 636      | 37,91       |
| Blancs et nuls | Blancs et nuls         | Blancs et nuls | 314          | 2,56         | 1026        | 7,01        |
| Exprimés       | Exprimés               | Exprimés       | 11 953       | 97,44        | 13 610      | 92,99       |

*sortant

### Canton de Pantin-Ouest
- Conseiller général sortant : Bertrand Kern (PS)

| Candidats      | Candidats         | Étiquette      | Premier tour | Premier tour | Second tour | Second tour |
| Candidats      | Candidats         | Étiquette      | Voix         | %            | Voix        | %           |
| -------------- | ----------------- | -------------- | ------------ | ------------ | ----------- | ----------- |
|                | Bertrand Kern*    | PS             | 2 189        | 57,27        | 3 254       | 81,03       |
|                | André Lidoz       | FN             | 549          | 14,36        | 762         | 18,87       |
|                | Jean-Pierre Henry | FG (PCF)       | 516          | 13,50        |             |             |
|                | Dominique Thoreau | UMP            | 379          | 9,92         |             |             |
|                | Linda Sehili      | NPA            | 118          | 3,09         |             |             |
|                | Kamélia Kincaid   | POI            | 71           | 1,86         |             |             |
|                |                   |                |              |              |             |             |
| Inscrits       | Inscrits          | Inscrits       | 10 310       | 100,00       | 10 310      | 100,00      |
| Abstentions    | Abstentions       | Abstentions    | 6 416        | 62,23        | 6 067       | 58,85       |
| Votants        | Votants           | Votants        | 3 894        | 37,77        | 4 243       | 41,15       |
| Blancs et nuls | Blancs et nuls    | Blancs et nuls | 72           | 1,85         | 227         | 5,35        |
| Exprimés       | Exprimés          | Exprimés       | 3 822        | 98,15        | 4 016       | 94,35       |

*sortant

### Canton des Pavillons-sous-Bois
- Conseiller général sortant : Katia Coppi (UMP)

| Candidats      | Candidats           | Étiquette      | Premier tour | Premier tour | Second tour | Second tour |
| Candidats      | Candidats           | Étiquette      | Voix         | %            | Voix        | %           |
| -------------- | ------------------- | -------------- | ------------ | ------------ | ----------- | ----------- |
|                | Katia Coppi*        | UMP            | 2 047        | 49,29        | 2 768       | 66,89       |
|                | Sandrine Calisir    | PS             | 836          | 20,13        | 1 370       | 33,11       |
|                | Laurence Nicolini   | FN             | 822          | 19,79        |             |             |
|                | Christophe Grassulo | FG (PCF)       | 285          | 6,86         |             |             |
|                | Sabrina Assayag     | MoDem          | 163          | 3,92         |             |             |
|                |                     |                |              |              |             |             |
| Inscrits       | Inscrits            | Inscrits       | 11 216       | 100,00       | 11 216      | 100,00      |
| Abstentions    | Abstentions         | Abstentions    | 6 996        | 62,38        | 6 907       | 61,58       |
| Votants        | Votants             | Votants        | 4 220        | 37,62        | 4 309       | 38,42       |
| Blancs et nuls | Blancs et nuls      | Blancs et nuls | 67           | 1,59         | 171         | 3,97        |
| Exprimés       | Exprimés            | Exprimés       | 4 153        | 98,41        | 4 138       | 96,03       |

*sortant

### Canton de Pierrefitte-sur-Seine
- Conseiller général sortant : Michel Fourcade (PS)

| Candidats      | Candidats          | Étiquette      | Premier tour | Premier tour | Second tour | Second tour |
| Candidats      | Candidats          | Étiquette      | Voix         | %            | Voix        | %           |
| -------------- | ------------------ | -------------- | ------------ | ------------ | ----------- | ----------- |
|                | Michel Fourcade*   | PS             | 1 837        | 40,39        | 3 119       | 100,00      |
|                | Farid Aid          | FG (PCF)       | 1 025        | 22,54        | Retrait     | Retrait     |
|                | Christiane Clément | FN             | 901          | 19,81        |             |             |
|                | Vijay Monany       | UMP            | 428          | 9,41         |             |             |
|                | Pascal Kouppé      | UC             | 215          | 4,73         |             |             |
|                | Marlène Chevallier | DVG            | 142          | 3,12         |             |             |
|                |                    |                |              |              |             |             |
| Inscrits       | Inscrits           | Inscrits       | 16 640       | 100,00       | 16 640      | 100,00      |
| Abstentions    | Abstentions        | Abstentions    | 11 962       | 71,89        | 12 692      | 76,27       |
| Votants        | Votants            | Votants        | 4 678        | 28,11        | 3 948       | 23,73       |
| Blancs et nuls | Blancs et nuls     | Blancs et nuls | 130          | 2,78         | 829         | 21,00       |
| Exprimés       | Exprimés           | Exprimés       | 4 548        | 97,22        | 3 119       | 79,00       |

*sortant

### Canton du Raincy
- Conseiller général sortant : Ludovic Toro (UMP)

| Candidats      | Candidats          | Étiquette      | Premier tour | Premier tour | Second tour | Second tour |
| Candidats      | Candidats          | Étiquette      | Voix         | %            | Voix        | %           |
| -------------- | ------------------ | -------------- | ------------ | ------------ | ----------- | ----------- |
|                | Claude Dilain      | PS             | 2 554        | 40,25        | 4 016       | 51,24       |
|                | Ludovic Toro*      | UMP            | 2 152        | 33,91        | 3 822       | 48,76       |
|                | Patrick Julien     | FN             | 1 056        | 16,64        |             |             |
|                | Brigitte Laurençon | SE             | 259          | 4,08         |             |             |
|                | Christine Laurent  | FG (PCF)       | 225          | 3,55         |             |             |
|                | Jacques Laurier    | DVD            | 62           | 0,98         |             |             |
|                | Nathalie Dul       | SE             | 38           | 0,60         |             |             |
|                |                    |                |              |              |             |             |
| Inscrits       | Inscrits           | Inscrits       | 20 091       | 100,00       | 20 091      | 100,00      |
| Abstentions    | Abstentions        | Abstentions    | 13 624       | 67,81        | 11 942      | 59,44       |
| Votants        | Votants            | Votants        | 6 467        | 32,19        | 8 149       | 40,56       |
| Blancs et nuls | Blancs et nuls     | Blancs et nuls | 121          | 1,87         | 311         | 3,82        |
| Exprimés       | Exprimés           | Exprimés       | 6 346        | 98,13        | 7 838       | 96,18       |

*sortant

### Canton de Romainville
- Conseiller général sortant : Corinne Valls (DVG)

| Candidats      | Candidats        | Étiquette      | Premier tour | Premier tour | Second tour | Second tour |
| Candidats      | Candidats        | Étiquette      | Voix         | %            | Voix        | %           |
| -------------- | ---------------- | -------------- | ------------ | ------------ | ----------- | ----------- |
|                | Corinne Valls*   | DVG            | 1 725        | 43,07        | 2 369       | 57,78       |
|                | Sofia Dauvergne  | FG (PCF)       | 1 296        | 32,36        | 1 731       | 42,22       |
|                | Gérard Abou      | FN             | 639          | 15,96        |             |             |
|                | Joëlle Labbez    | UMP            | 264          | 6,59         |             |             |
|                | François Delbosc | MoDem          | 81           | 2,02         |             |             |
|                |                  |                |              |              |             |             |
| Inscrits       | Inscrits         | Inscrits       | 12 693       | 100,00       | 12 694      | 100,00      |
| Abstentions    | Abstentions      | Abstentions    | 8 610        | 67,83        | 8 313       | 65,49       |
| Votants        | Votants          | Votants        | 4 083        | 32,17        | 4 381       | 34,51       |
| Blancs et nuls | Blancs et nuls   | Blancs et nuls | 78           | 1,91         | 281         | 6,41        |
| Exprimés       | Exprimés         | Exprimés       | 4 005        | 98,09        | 4 100       | 93,59       |

*sortant

### Canton de Rosny-sous-Bois
- Conseiller général sortant : Claude Capillon (UMP)

| Candidats      | Candidats            | Étiquette      | Premier tour | Premier tour | Second tour | Second tour |
| Candidats      | Candidats            | Étiquette      | Voix         | %            | Voix        | %           |
| -------------- | -------------------- | -------------- | ------------ | ------------ | ----------- | ----------- |
|                | Claude Capillon*     | UMP            | 2 669        | 35,68        | 3 803       | 50,86       |
|                | Philippe Vachieri    | PS             | 2 082        | 27,83        | 3 674       | 49,14       |
|                | Daniel Bousselaire   | FN             | 1 329        | 17,77        |             |             |
|                | Pierre-Olivier Carel | MoDem          | 637          | 8,51         |             |             |
|                | Jean-Pierre Mercadal | FG (PCF)       | 397          | 5,31         |             |             |
|                | Agnès Chevineau      | DVG            | 239          | 3,19         |             |             |
|                | Jean-Yves Lesage     | NPA            | 128          | 1,71         |             |             |
|                |                      |                |              |              |             |             |
| Inscrits       | Inscrits             | Inscrits       | 22 083       | 100,00       | 22 083      | 100,00      |
| Abstentions    | Abstentions          | Abstentions    | 14 382       | 65,13        | 14 038      | 63,57       |
| Votants        | Votants              | Votants        | 7 701        | 34,87        | 8 045       | 36,43       |
| Blancs et nuls | Blancs et nuls       | Blancs et nuls | 220          | 2,86         | 568         | 7,06        |
| Exprimés       | Exprimés             | Exprimés       | 7 481        | 97,14        | 7 477       | 92,94       |

*sortant

### Canton de Saint-Denis-Nord-Ouest
- Conseiller général sortant : Florence Haye (PCF)

| Candidats      | Candidats                 | Étiquette      | Premier tour | Premier tour | Second tour | Second tour |
| Candidats      | Candidats                 | Étiquette      | Voix         | %            | Voix        | %           |
| -------------- | ------------------------- | -------------- | ------------ | ------------ | ----------- | ----------- |
|                | Florence Haye*            | FG (PCF)       | 1 066        | 31,24        | 1 705       | 52,11       |
|                | Fatima Laronde            | EELV-PS        | 920          | 26,96        | 1 577       | 47,89       |
|                | Sylvie Laugier            | FN             | 615          | 18,02        |             |             |
|                | Julien Mugerin            | UMP            | 306          | 8,97         |             |             |
|                | Claire O'Petit            | MoDem          | 114          | 3,34         |             |             |
|                | Thierry Lagoutte          | NPA            | 99           | 2,90         |             |             |
|                | Madjid Wannass            | SE             | 89           | 2,61         |             |             |
|                | Houari Guermat            | SE             | 81           | 2,37         |             |             |
|                | Christophe Mézerette      | MRC            | 62           | 1,82         |             |             |
|                | Chadliya Sénécal-Dhouioui | DVG            | 60           | 1,76         |             |             |
|                |                           |                |              |              |             |             |
| Inscrits       | Inscrits                  | Inscrits       | 12 228       | 100,00       | 12 228      | 100,00      |
| Abstentions    | Abstentions               | Abstentions    | 8 735        | 71,43        | 8 630       | 70,58       |
| Votants        | Votants                   | Votants        | 3 493        | 28,57        | 3 598       | 29,42       |
| Blancs et nuls | Blancs et nuls            | Blancs et nuls | 81           | 2,32         | 326         | 9,06        |
| Exprimés       | Exprimés                  | Exprimés       | 3 412        | 97,68        | 3 272       | 90,94       |

*sortant

### Canton de Saint-Ouen
- Conseiller général sortant : Jacqueline Rouillon (apparentée PCF)

| Candidats      | Candidats            | Étiquette      | Premier tour | Premier tour | Second tour | Second tour |
| Candidats      | Candidats            | Étiquette      | Voix         | %            | Voix        | %           |
| -------------- | -------------------- | -------------- | ------------ | ------------ | ----------- | ----------- |
|                | Jacqueline Rouillon* | FG (app. PCF)  | 1 262        | 31,69        | 2 259       | 54,15       |
|                | William Delannoy     | DVD            | 1 201        | 30,16        | 1 913       | 45,85       |
|                | Elise Boscherel      | PS             | 1 142        | 28,68        |             |             |
|                | Olivier Decrock      | PRG            | 227          | 5,70         |             |             |
|                | Patrick Pédrot       | POI            | 77           | 1,93         |             |             |
|                | Abdellaziz Brikat    | DVG            | 73           | 1,83         |             |             |
|                |                      |                |              |              |             |             |
| Inscrits       | Inscrits             | Inscrits       | 12 478       | 100,00       | 12 479      | 100,00      |
| Abstentions    | Abstentions          | Abstentions    | 8 382        | 67,17        | 8 084       | 64,78       |
| Votants        | Votants              | Votants        | 4 096        | 32,83        | 4 395       | 35,22       |
| Blancs et nuls | Blancs et nuls       | Blancs et nuls | 114          | 2,78         | 223         | 5,07        |
| Exprimés       | Exprimés             | Exprimés       | 3 982        | 97,22        | 4 172       | 94,93       |

*sortant

### Canton de Sevran
- Conseiller général sortant : Stéphane Gatignon (ex-PCF)

| Candidats      | Candidats                | Étiquette      | Premier tour | Premier tour | Second tour | Second tour |
| Candidats      | Candidats                | Étiquette      | Voix         | %            | Voix        | %           |
| -------------- | ------------------------ | -------------- | ------------ | ------------ | ----------- | ----------- |
|                | Jean-François Baillon    | EÉLV           | 2 056        | 32,30        | 5 036       | 67,52       |
|                | Pierre-Antoine Lebeault  | FN             | 1 459        | 22,92        | 2 422       | 32,48       |
|                | Arnaud Keraudren         | FG (PCF)       | 1 410        | 22,15        |             |             |
|                | François-Xavier Clastres | UMP            | 788          | 12,38        |             |             |
|                | William Buhl             | DVG            | 238          | 3,74         |             |             |
|                | Denise Landron           | POI            | 136          | 2,14         |             |             |
|                | Noël Lechat              | NPA            | 109          | 1,71         |             |             |
|                | Daniel Kpode             | MRC            | 94           | 1,48         |             |             |
|                | Michel Chatenet          | PRG            | 75           | 1,18         |             |             |
|                |                          |                |              |              |             |             |
| Inscrits       | Inscrits                 | Inscrits       | 22 002       | 100,00       | 22 010      | 100,00      |
| Abstentions    | Abstentions              | Abstentions    | 15 443       | 70,19        | 14 083      | 63,98       |
| Votants        | Votants                  | Votants        | 6 559        | 29,81        | 7 927       | 36,02       |
| Blancs et nuls | Blancs et nuls           | Blancs et nuls | 194          | 2,96         | 469         | 5,92        |
| Exprimés       | Exprimés                 | Exprimés       | 6 365        | 97,04        | 7 458       | 94,08       |

*sortant

### Canton de Villepinte
- Conseiller général sortant : Nelly Rolland Iriberry (DVG, apparentée PCF)

| Candidats      | Candidats               | Étiquette      | Premier tour | Premier tour | Second tour | Second tour |
| Candidats      | Candidats               | Étiquette      | Voix         | %            | Voix        | %           |
| -------------- | ----------------------- | -------------- | ------------ | ------------ | ----------- | ----------- |
|                | Martine Valleton        | UMP            | 1 994        | 32,85        | 3 409       | 51,79       |
|                | Nelly Rolland Iriberry* | FG (DVG)       | 1 594        | 26,26        | 3 173       | 48,21       |
|                | Amal Benazzouz          | PS             | 1 094        | 18,02        |             |             |
|                | Christine Benaut        | FN             | 952          | 15,68        |             |             |
|                | Fabrice Scagni          | MoDem          | 175          | 2,88         |             |             |
|                | Jean-Pierre Hepner      | DLR            | 120          | 1,98         |             |             |
|                | Marc Hennebert          | NPA            | 93           | 1,53         |             |             |
|                | Samia Djerboua          | POI            | 48           | 0,79         |             |             |
|                |                         |                |              |              |             |             |
| Inscrits       | Inscrits                | Inscrits       | 18 216       | 100,00       | 18 216      | 100,00      |
| Abstentions    | Abstentions             | Abstentions    | 12 003       | 65,89        | 11 350      | 62,31       |
| Votants        | Votants                 | Votants        | 6 213        | 34,11        | 6 866       | 37,69       |
| Blancs et nuls | Blancs et nuls          | Blancs et nuls | 143          | 2,30         | 284         | 4,14        |
| Exprimés       | Exprimés                | Exprimés       | 6 070        | 97,70        | 6 582       | 95,86       |

*sortant